# Saules, Neuchâtel
Saules är en ort i kommunen Val-de-Ruz i kantonen Neuchâtel i Schweiz. Den ligger cirka 5,5 kilometer norr om Neuchâtel. Orten har cirka 256 invånare (2021).
Före den 1 januari 2013 tillhörde Saules kommunen Fenin-Vilars-Saules.